# World Federation of Independent Scouts
A Federação Mundial de Escuteiros Independentes (World Federation of Independent Scouts - WFIS) é uma organização Escoteira internacional, não-governamental, sem denominações religiosas, composta por organizações nacionais escoteiras reconhecidas por ela. 
Foi fundada no ano de 1996 em Laubach, na Alemanha por Lawrie Dring, um escutista britânico da Baden-Powell Scouts Association (BPSA).
Os principais requisitos para filiar-se a WFIS é que o postulante não seja vinculado a nenhuma outra associação escoteira internacional, bem como sigam o programa original de Baden Powell, sua mística, uniformes, moral, ética e estrutura definida pelo fundador do Movimento Escuteiro no livro "Escutismo para Rapazes". Permitem-se atualizações relacionadas com saúde, meio ambiente e segurança.
Hoje existem 53 associações e organizações filiadas a WFIS, distribuídas em 32 países, que são divididos internamente em 5 macro-regiões, tendo um número de membros estimado em 30 mil.

## Divisões Regionais
A WFIS está dividida em cinco regiões:
- África
- Ásia e Austrália
- Europa
- América (desde o III WFIS Jamboree Mundial, México 2011 as regiões "América do Norte" e "América do Sul" se unificaram)